# Résistance fiscale
La résistance fiscale (ou résistance à l'imposition ou désobéissance fiscale) est un acte politique consistant à refuser de participer à la fiscalité de son pays au nom de valeurs morales. C'est une forme de résistance non-violente et de désobéissance civile.

## Histoire

### États-Unis
Exemple aux États-Unis, dans les années 1960, un groupe quaker a élaboré un prototype de loi qui permettrait aux objecteurs de conscience de payer leurs impôts à l'UNICEF au lieu du Trésor américain. Proposé depuis 1972 sous le nom de Peace Tax Fund, elle se nomme aujourd'hui Religious Freedom Peace Tax Fund Act (en),
La résistance fiscale a été massivement employée par les féministes suffragistes britanniques au début du XXe siècle. La Women's Tax Resistance League organisait alors leurs actions. Des mouvements similaires existent aux états-unis à la même époque, en particulier dans la région de Chicago.
Mais déjà, vers 1860, Lydia Sayer Hasbrouck, une militante de la réforme vestimentaire et suffragiste, refuse de payer des impôts pendant un certain nombre d'années. Elle soutient que les femmes ne devraient pas payer d'impôts tant qu'elles sont traitées comme des citoyennes inférieures. Un percepteur aurait réussi à voler un des vêtements de réforme qu'elle a l'habitude de porter, un Bloomer chez elle pour le mettre en vente afin d'éponger ses dettes. Il y renonce finalement après qu'elle l'ait traité de filou dans un éditorial de son journal, The Sibyl. En 1863 cependant, elle est condamnée à travailler plusieurs jours sur un chantier d'autoroute parce qu'elle refuse de payer une taxe routière.
Le terme même de désobéissance civile est par ailleurs né de l'action non-violente de l'écrivain Henry David Thoreau, qui refuse, en 1846, de payer une taxe destinée à financer la guerre contre le Mexique, en guise de protestation contre le conflit américano-mexicain et l'esclavage dans les États du sud.

#### Guerre du Viêt Nam
En 1966, Abraham Johannes Muste,  déjà pacifiste pendant la Première guerre mondiale, publie une liste de 370 personnes qui refusent de payer leurs impôts pour s'opposer à la guerre du Viêt Nam. Parmi les signataires, la chanteuse Joan Baez a déjà été emprisonnée pour avoir manifesté contre la conscription. D'autres mouvements de résistance fiscale anti-guerre suivent, notamment celui de 528 écrivains et journalistes dont James Baldwin, Noam Chomsky, Philip K. Dick, Allen Ginsberg, Norman Mailer, Henry Miller, Thomas Pynchon, Susan Sontag, Benjamin Spock, William Styron, Kurt Vonnegut et Howard Zinn,.

### France
La résistance à l'impôt est interdite en France. Y inciter est punissable d'une amende de 3 750 euros et de six mois de prison.
Le refus individuel est puni de 25 000 euros d'amende. L'État définit l'action d'une « véritable organisation antifiscale » comme la mise en œuvre de moyens consistant soit en des voies de fait, soit en des menaces, soit en des manœuvres concertées, sur des agents des impôts ou les contribuables eux-mêmes. Cette action doit concourir au refus du paiement de l'impôt par un ensemble de personnes.

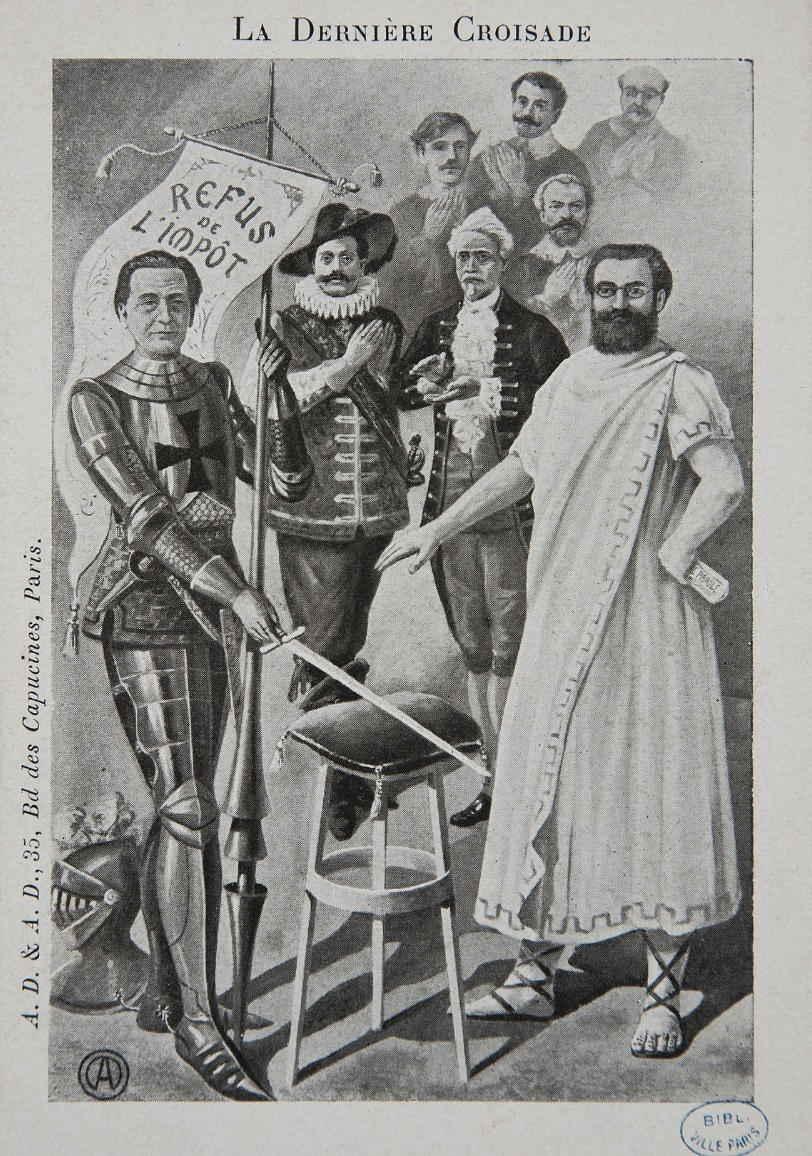
Caricatures de François Coppée et Édouard Drumont, fondateurs de la « Ligue pour le refus de l'impôt » (1902).

Parmi les tentatives françaises de résistance fiscale les plus anciennes, on peut citer l'éphémère « Ligue pour le refus de l'impôt », fondée le 24 août 1902 par l'académicien François Coppée et le polémiste antisémite Édouard Drumont pour protester contre la politique anticléricale menée par le gouvernement Émile Combes.
À partir des premiers essais de la force de frappe nucléaire française à Moruroa, en 1966, s'organise un mouvement de redistribution de 3 % des impôts à des organismes pacifistes. En 1972, c'est la lutte très symbolique du Larzac qui bénéficiera de cet argent. Une affiche « Ne payez pas vos impôts comme des moutons » invite à soustraire au moins trois pour cent de ses impôts au bénéfice de la résistance des paysans à l’extension du camp militaire du Larzac annoncée en 1971 et abandonnée, grâce à une lutte non-violente de grande ampleur, en 1981. En six ans, plus de cinq mille personnes versent ainsi leur contribution à l'Association pour la promotion de l'agriculture sur le Larzac (Apal). Cette redistribution finance notamment la construction par des dizaines de bénévoles, dont des objecteurs de conscience, d’une grande bergerie illégale car édifiée dans le périmètre de l’extension du camp militaire,.
La résistance fiscale a été mise en œuvre dans les années 1950 en France par Pierre Poujade et son mouvement et durant les années 1970 par Gérard Nicoud. Ainsi le 9 avril 1969, Gérard Nicoud, enlève plusieurs tonnes de dossiers fiscaux à la perception de La Tour-du-Pin, afin d'appuyer la revendication que les pensions des retraités du petit commerce soient versées intégralement, sinon les dossiers seront brûlés.

### Italie
La Ligue des objecteurs de conscience promeut l'objection fiscale aux dépenses militaires.
En 1988, la cour d’appel de Milan juge que les instigateurs d’une campagne en faveur de l’objection fiscale, poursuivis au pénal pour incitation à la violation des lois fiscales, sont poussés par la volonté de diffuser des « idéaux de paix et de solidarité entre les peuples » et que leur action relève de la simple propagande politique.
En 1988, deux évêques et une centaine de prêtres catholiques italiens, qui pratiquent l’objection de conscience fiscale, en retranchant de leurs impôts la part destinée à l’armement, en protestation contre les dépenses militaires, adressent une lettre au cardinal Ratzinger, alors préfet de la Congrégation pour la doctrine de la foi, et au président de la conférence épiscopale italienne. Ils ne veulent pas donner l’impression d'attacher « plus d’importance aux marchands d’armes et aux généraux d’armée qu’à la fidélité au message du Christ ». Ils rappellent que les derniers papes ont à plusieurs reprises dénoncé « la profonde immoralité de la course aux armements ».

## Objection de conscience
Divers groupes travaillent à légaliser une forme d'objection de conscience à l'impôt militaire qui permettrait aux objecteurs de conscience de désigner leurs impôts pour n'être dépensés que sur les postes non-militaire du budget,.